# Wolfgang Frey
Wolfgang Frey (Rechberghausen, 14 de agosto de 1942) es un botánico, geobotánico y profesor alemán.

## Biografía
Frey estudió Botánica, Zoología y Química fisiológica en la Universidad de Tubinga. Entre 1978 a 1981 fue profesor de Botánica de la Universidad Justus Liebig de Gießen. Y desde 1981 ha estado en el Instituto de Botánica Sistemática Vegetal y Geografía de la Universidad Libre de Berlín.

## Ááreas de investigación
- Vegetación de Asia Occidental
- Geografía, Sociología, Ecología, y Evolución de musgos tropicales
- Estructura, adaptación y estrategias de supervivencia en las unidades de vegetación de Europa Central
- Diversidad, adaptación y estrategias de supervivencia de la brioflora de los bosques lluviosos templados del hemisferio sur

## Algunas publicaciones
- adolf Engler, wolfgang Frey, michael Stech, eberhard Fischer. 2009. Syllabus of plant families: Adolf Engler's Syllabus der Pflanzenfamilien. Bryophytes and seedless vascular plants. Parte 3. 13.ª ed. Borntraeger, 419 pp.
- wolfgang Frey, jan-peter Frahm, eberhard Fischer, wolfram Lobin. 2006. The liverworts, mosses and ferns of Europe. Ed. Harley Books. 512 pp. ISBN 0946589704
- --------------, rainer Lösch. 2004. Lehrbuch der Geobotanik. Pflanze und Vegetation in Raum und Zeit. 2.ª ed. Spektrum Akademischer Verlag, Múnich, ISBN 978-3-8274-1193-8
- --------------, harald Kürschner. 1991. Conspectus Bryophytorum Orientalum et Arabicorum: an annotated catalogue of the bryophytes of Southwest Asia. Volumen 39 de Bryophytorum bibliotheca. Ed. Cramer. 181 pp. ISBN 3443620116
- martina Bierkamp, wolfgang Frey, harald Kürschner. 1986. Bibliography of the geobotanical literature on Southwest Asia. N.º 25 de Beihefte zum Tübinger Atlas des Vorderen Orients: Naturwissenschaften. 103 pp. ISBN 388226361X
- wolfgang Frey, hans-peter Uerpmann. 1981. Beiträge zur Umweltgeschichte des Vorderen Orients. N.º 8 de Beihefte zum Tübinger Atlas des vorderen Orients. Reihe A. Ed. Kommission bei Reichert. 285 pp. ISBN 3882260912

## Eponimia
Especies
- (Orchidaceae) Acianthera freyi (Luer) F.Barros & V.T.Rodrigues[1]
- (Orchidaceae) Arthrosia freyi Luer[2]
- (Orchidaceae) Pseudolaelia freyi Chiron & V.P.Castro[3]